# Ericka Bareigts
Paule Ericka Bareigts z domu Couderc (ur. 16 kwietnia 1967 w Saint-Denis) – francuska polityk, prawniczka i urzędniczka samorządowa związana z Reunionem, deputowana, od 2016 do 2017 minister ds. terytoriów zamorskich.

## Życiorys
Absolwentka prawa na Université de la Réunion, uzyskała następnie magisterium na Université Panthéon-Sorbonne. Od 1992 pracowała w administracji publicznej Reunionu na poziomie regionu (do 1998) i następnie departamentu (do 2004). Od 1986 działaczka Partii Socjalistycznej, w latach 2004–2008 zatrudniona w grupie socjalistycznej w radzie generalnej Reunionu. Uzyskała mandat radnej Saint-Denis, w 2008 powołana na zastępcę mera tej miejscowości. W 2010 została radną regionu, zasiadała w niej do 2012. Ponownie mandat radnej uzyskała w 2021.
W wyborach w 2012 wybrana na deputowaną do Zgromadzenia Narodowego XIV kadencji. W lutym 2016 weszła w skład rządu Manuela Vallsa jako sekretarz stanu ds. równości. W sierpniu tegoż roku objęła w tym gabinecie stanowisko ministra ds. terytoriów zamorskich. Pozostała na tej funkcji również w utworzonym w grudniu 2016 rządzie Bernarda Cazeneuve’a. Zakończyła urzędowanie wraz z całym gabinetem w maju 2017. W wyborach w tym samym roku ponownie uzyskała mandat poselski.
W 2020 została merem Saint-Denis.